# Перси, Анна, графиня Нортумберленд
Анна Сомерсет (англ. Anne Somerset), в замужестве Перси (англ. Percy; 1536 — 8 или 9 сентября 1591) — английская аристократка, дочь Генри Сомерсета, 2-го графа Вустера, и Элизабет Браун, жена Томаса Перси, 7-го графа Нортумберленда. Вместе с мужем принимала активное участие в Северном восстании, после подавления которого бежала в Шотландию, а оттуда в Нидерланды. Безуспешно пыталась выкупить у шотландцев мужа, который в итоге был выдан англичанам и казнён.
Позже до самой смерти жила в Нидерландах на пенсию, выделенную королём Испании, но после того, как её дом был сожжён солдатами Вильгельма I Оранского, стала жить за пределами испанских владений. В Нидерландах Анна играла заметную роль в жизни общины английских изгнанников, вела обширную переписку и была замешана в ряде католических заговоров, направленных против протестантской Англии, а также была вовлечена в публикацию прокатолических публицистических работ. К концу жизни она накопила значительное личное богатство.

## Происхождение
Анна происходила из аристократического рода Сомерсетов, побочной ветви рода Бофортов. Его родоначальником был Чарльз Сомерсет, незаконнорождённый сын Генри Бофорта, 3-го герцога Сомерсета, получивший в 1514 году титул 1-го графа Вустера. Анна была его внучкой, 3-й дочерью Генри Сомерсета, 2-го графа Вустера. Матерью Анны была Элизабет Браун, дочь английского придворного сэра Энтони Брауна, происходившего из рода Браунов, землевладельцев в Суррее. У Анны было несколько братьев, включая Уильяма Сомерсета, унаследовавшего после смерти отца титул графа Вустера.

## Графиня Нортумберленд
Анна родилась в 1536 году. Её детство прошло в главном поместье отца — Чепстоу в Монмутшире. 12 июня 1558 года она была выдана замуж за Томаса Перси, 7-го графа Нортумберленда, крупного магната, владения которого находились в Северной Англии. В этом браке родился сын Томас, умерший в младенчестве, и 5 дочерей, из которых 4 дожили до взрослой жизни.

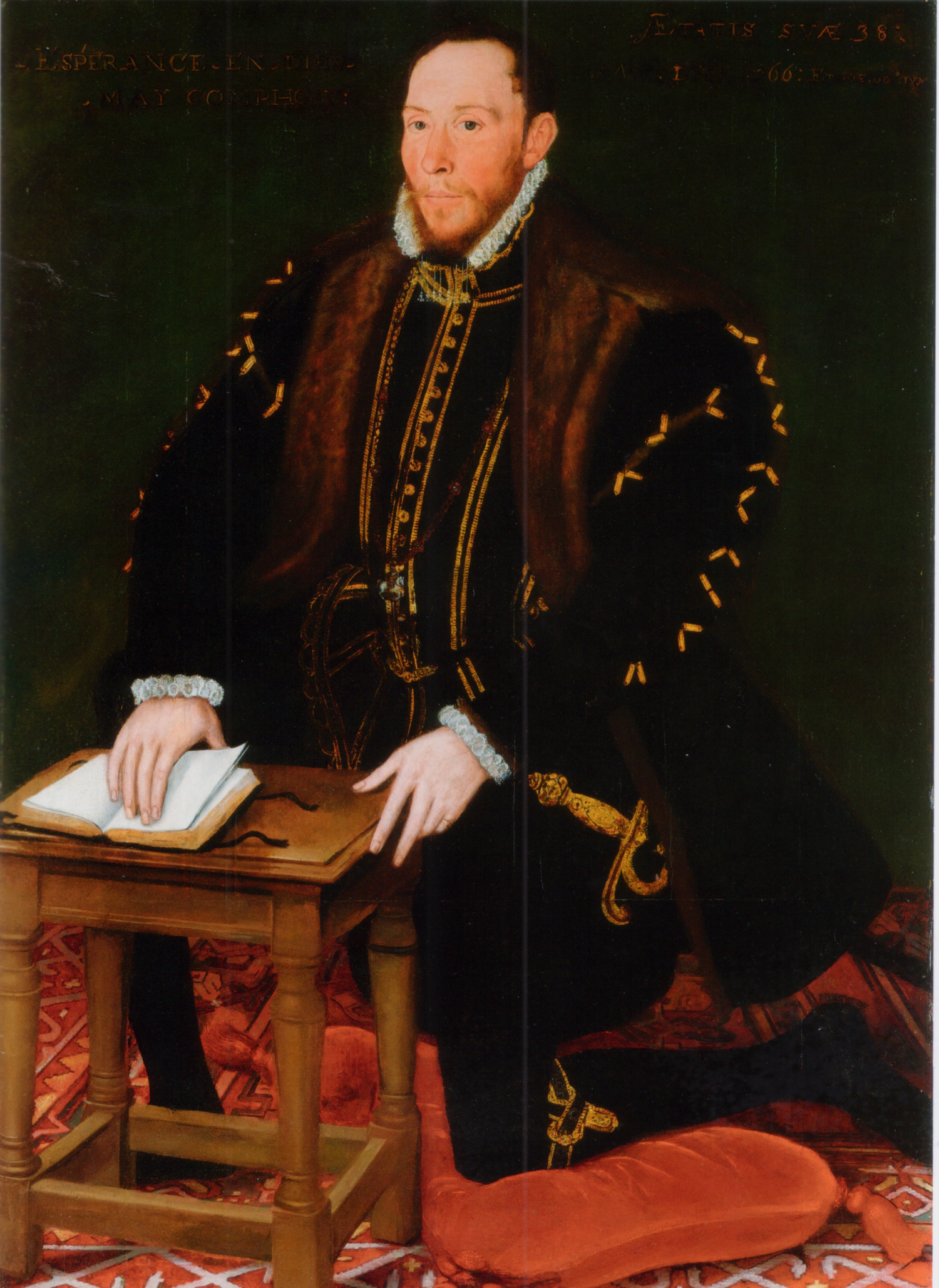
Томас Перси, 7-й граф Нортумберленд, муж Анны. Портрет кисти Стефана ван дер Мёлена, 1566 год.

Как и граф Нортумберленд, Анна была католичкой. В ноябре 1569 года её муж стал одним из лидеров Северного восстания, направленное на свержение королевы Елизаветы I, исповедовавшей англиканство, возведение на престол королевы-католички Марии Стюарт и восстановление в Англии католической веры. Хотя Анна и была беременной, она сопровождала мужа во время восстания. При этом, по мнению современников, она представляла гораздо более грозную силу, чем её муж. Генри Кэри, 1-й барон Хансдон писал, что она «слишком сильная… также как серая кобыла — лучшая лошадь». Она перехватила сообщение, отправленное королевой Елизаветой регенту Шотландии — графу Морею. О её положении среди восставших говорит тот факт, что она была объявлена вне закона индивидуально, заняв в списке мятежников третье место после мужа и графа Уэстморленда, ещё одного лидера восстания. Елизавете I приписывают слова, что Анна заслуживает того, чтобы её сожгли. Оставив дочерей на попечении преданных слуг в имении Топклифф, Анна привела отряд, чтобы присоединиться к мужу. По пути она задержала Томаса Бишопа, которого заставила доставлять послания от её имени.
Однако восстание было плохо подготовлено и уже к середине декабря подавлено. Анна вместе с мужем и графом Уэстморлендом бежали в Шотландию.

## Бегство в Шотландию
Границу они пересекли 20 декабря. Первоначально граф Нортумберленд с женой нашёл убежище у Джока Армстонга из Сайда в Лиддесдейле. Дальше граф, оставив беременную жену, отправился к дому Гектора Армстронга из Харлава. Однако тот за денежное вознаграждение в январе 1570 года передал Нортумберленда с несколькими соратниками графу Морею, регенту Шотландии, увёзшему беглого графа в Эдинбург. При этом Джок Армстронг отобрал у Анны лошадей и деньги.
Её спас Томас Керр, предложив убежище в своём замке Фернихерст, а затем в начале января 1570 года Александр Хьюм, 5-й барон Хьюм перевёз её в замок Хьюм. В феврале он перевёз графиню в прибрежный замок Фаст недалеко от Колдингема. За время недолгого прибывания в Шотландии Анна подружилась с Хьюмом. Кроме того, она убедила лорда, который и до этого симпатизировал католикам, держаться католической веры. После того как Анна покинула Шотландию, она продолжала поддерживать дружеские отношения с Хьюмом. Когда она безуспешно планировала переправить своих детей в Нидерланды, то писала находившемуся в шотландском плену мужу, что дочери должны будут посетить лорда и леди Хьюм, которые потом переправят их за границу. Также Хьюм позволил Анне посетить в апреле собрание сторонников бывшей королевы Марии Стюарт, где познакомилась с Джорджем Сетоном, 7-м лордом Сетоном. К июню она перебралась в дом Сетона в Абердиншире, а в августе тот организовал корабль, который отвёз Анну из Абердина в Антверпен.

## Жизнь в изгнании
Оказавшись в Нидерландах, Анна начала планировать освобождение мужа. Чтобы его выкупить, она обратилась к королю Испании Филиппу II и папе Пию V. К началу 1572 года графиня имела в руках 7000 эскудо (10 тысяч крон или 2 тысячи фунтов). Однако её попытки выкупить мужа и переправить его во Фландрию из-за проволочек в переводе денег потерпели неудачу. Позже графиня Нортумберленд обвиняла герцога Альбу, штатгальтера Нидерландов, через которого поступали деньги, в их растрате.
Одновременно о выдаче графа Нортумберленда пыталась договориться Елизавета I, для которой это стало важной вехой в политике по отношению к разделённой между сторонниками и противниками Марии Стюарт Шотландии. Граф Морей, а потом сменивший его на посту регента граф Леннокс не стремились выполнить требования английской короны о выдаче беглеца. Но после того как регентом стал Джон Эрскин, граф Мар, он принял английское предложение о выдаче графа за 2 тысячи фунтов. 6 июня 1572 года Нортумберленд был передан англичанам, а 22 августа казнён в Йорке.
После смерти мужа Анна стала важным лицом среди общины английских изгнанников. Она заключила договор с сэром Фрэнсисом Энглфилдом, который во время правления королевы Марии был при её дворе видным придворным, а после её смерти находился в изгнании. Также она обратилась с петицией о помощи, в результате ей было назначено содержание в 2 тысячи фунтов. Дом Анны в Мехелене стал важным местом для английских беглецов. Она содержала домашнее хозяйство, в которое входили многие бывшие слуги её мужа, а когда финансовая помощь была недоступна, оказывала поддержку просьбами к испанцам о пенсии или давая рекомендации на должности в общине изгнанников. После того как в Антверпен бежал Леонард Дакр, лидер неудачного восстания 1570 года против Елизаветы I, Анна, несмотря на опасения её единомышленников, предоставила ему убежище. К ужасу ещё одного изгнанника, бывшего графа Уэстморленда, Дакр вошёл в состав «тайного совета» Анны и при её поддержке подружился с Энглфилдом. Втроём они в 1572 году составили петицию папе Григорию XIII и некоторым кардиналам.
Также Анна оказалась вовлечена в публикацию прокатолических публицистических работ. В 1570 году в Париже был опубликован тенденциозный рассказ о Северном восстании под названием «Рассказ о новых неприятностях в английском королевстве в октябре 1569» (фр. Discours des Troubles nouvellement advenuz au Royaume d’Angleterre au moys d’octobre 1569), в составлении которого, возможно, участвовала графиня Нортумберленд. Также ей приписывалось участие в создании «Рассказа о волнениях в графстве Нортумберленд» (фр. Discours des Troubles du Conte du Northumberland) (1570 год), из которого сохранилось 2 копии. В данной работе её муж показывался как жертва английского режима. Также Анна заплатила 100 фунтов за перевод на французский язык анонимной книги «Трактат об изгнании», опубликованным в Лувене в 1572 году вместе с предисловием, обращённым к Марии Стюарт, королеве Шотландии.
При этом жизнь в изгнании для Анны проходила не без проблем. В 1572 году для поимки беглецов из Англии был послан эмиссар сэр Томас Грэшем, однако успехов он не добился. Вскоре после этого дом, в котором жила Анна в Мехелене, был сожжён солдатами Вильгельма I Оранского. В результате она была вынуждена перебраться в Брюссель, а к 1575 году вообще покинула испанские владения, поскольку в это время Испания вела мирные переговоры с Англией. Анна временно поселилась в монастыре около Льежа, где ей предоставил убежище епископ Герард ван Гросбек, отказавшийся выслать графиню несмотря на личную просьбу королевы Елизаветы.
Письма Анны регулярно перехватывались английскими эмиссарами. До нашего времени дошло около 30 писем; они показывают, что графиня играла значительную роль в католической сети, связывающей разные государства, а также была замешана в ряде католических заговоров, в том числе во вторжении в 1578 году в Ирландию, предлагая свои услуги его предполагаемому лидеру, Томасу Стакли. Также она длительное время переписывалась с Уильямом Коттоном — английским католиком, о котором мало что известно, но с которым она обменивалась информацией об английских и иностранных делах. Большая часть корреспонденции была зашифрована и до сих пор полностью не расшифрована. Также из сохранившихся писем известно, что Анна переписывалась с Марией Стюарт. Известно, что ещё до Северного восстания существовал план освобождения королевы, по которому Анна должна была посетить ту в заключении и, переодевшись, поменяться с ней местами. Впоследствии они обменивались посланиями с шотландскими сторонниками Марии Стюарт, включая лорда Сетона. Также Анна получала зашифрованную корреспонденцию от Томаса Моргана, бывшего резидента королевы, которого она в 1577 году пригласила к себе навестить. Кроме того, она проводила активную кампанию за освобождение Марии Стюарт из плена. Ещё в начале своего изгнания она обращалась к герцогу Альбе, а в 1576 году встречалась с его преемником, доном Хуаном Австрийским, поощряя того освободить королеву, а потом жениться на ней.
О последних годах жизни Анны известно мало. К 1590 году она поселилась в монастыре около Намюра. Лорд Берли сообщает, что в это время она была буйно помешанной, однако указывается, что она умерла от оспы. В письме от 23 сентября 1591 года сообщается о том, что Анна умерла за 14 дней до этого, то есть её смерть наступила, скорее всего, 8 или 9 сентября. К моменту смерти она накопила значительное богатство, включая задолженности по выплачиваемой ей испанцами пенсии и некоторые драгоценности.
3 дочери Анны во время Северного восстания находились в Топклиффе. Когда туда прибыл их дядя, Генри Перси, он нашёл их «в плачевном состоянии». Элизабет Перси позже вышла замуж за Ричарда Вудраффа из Вулли в Йоркшире, а Люси Перси — за Эдварда Стэнли из Эйншама в Оксфордшире. Гораздо большего добилась Джейн Перси, которая вышла замуж за Генри Сеймура, младшего сына Эдварда Сеймура, герцога Сомерсета. Ещё одна дочь, Мэри Перси, родилась уже после бегства родителей 11 июня 1570 года в Абердине. Мать взяла её с собой в Нидерланды. Позже она отправилась в Англию, но после смерти матери вернулась в Нидерланды. Замуж она не вышла, в 1600 году постриглась в монахини в Брюсселе, где в 1616 году стала аббатисой монастыря Успения Пресвятой Девы.

## Брак и дети
Муж: с 12 июня 1558 Томас Перси, 7-й граф Нортумберленд (10 июня 1528 — 22 августа 1572) — английский аристократ, 1/7-й граф Нортумберленд и 1/10-й барон Перси с 1557 года. Дети:
- Томас Перси (ум. 1560), лорд Перси[8][9].
- Элизабет Перси (ок. 1559 — после 1604); муж: Ричард Вудрафф из Вулли[8][9].
- Люси Перси (ум. ок. 1601); муж: сэр Эдвард Стэнли из Эйншама[8][9].
- Джейн Перси (ум. после 1591); муж: Генри Сеймур[англ.] (1540—1588), адмирал малых морей[англ.][9].
- дочь (ум. в младенчестве)[4].
- Мэри Перси[англ.] (11 июня 1570—1642), аббатиса монастыря Успения Пресвятой Девы в Брюсселе с 1616[8][9][10].